# پورت گیبسن (میسیسیپی)
پورت گیبسن (به انگلیسی: Port Gibson) شهری در ایالت میسیسیپی کشور ایالات متحده آمریکا است که جمعیت آن در سرشماری سال ۲۰۱۰ میلادی، ۱٬۵۶۷
نفر بوده‌است.

## نگارخانه

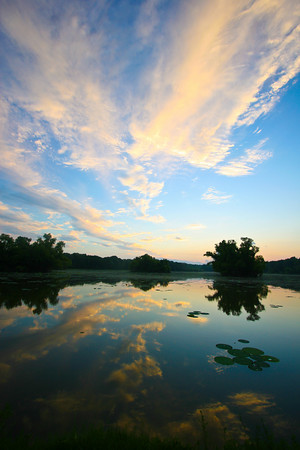
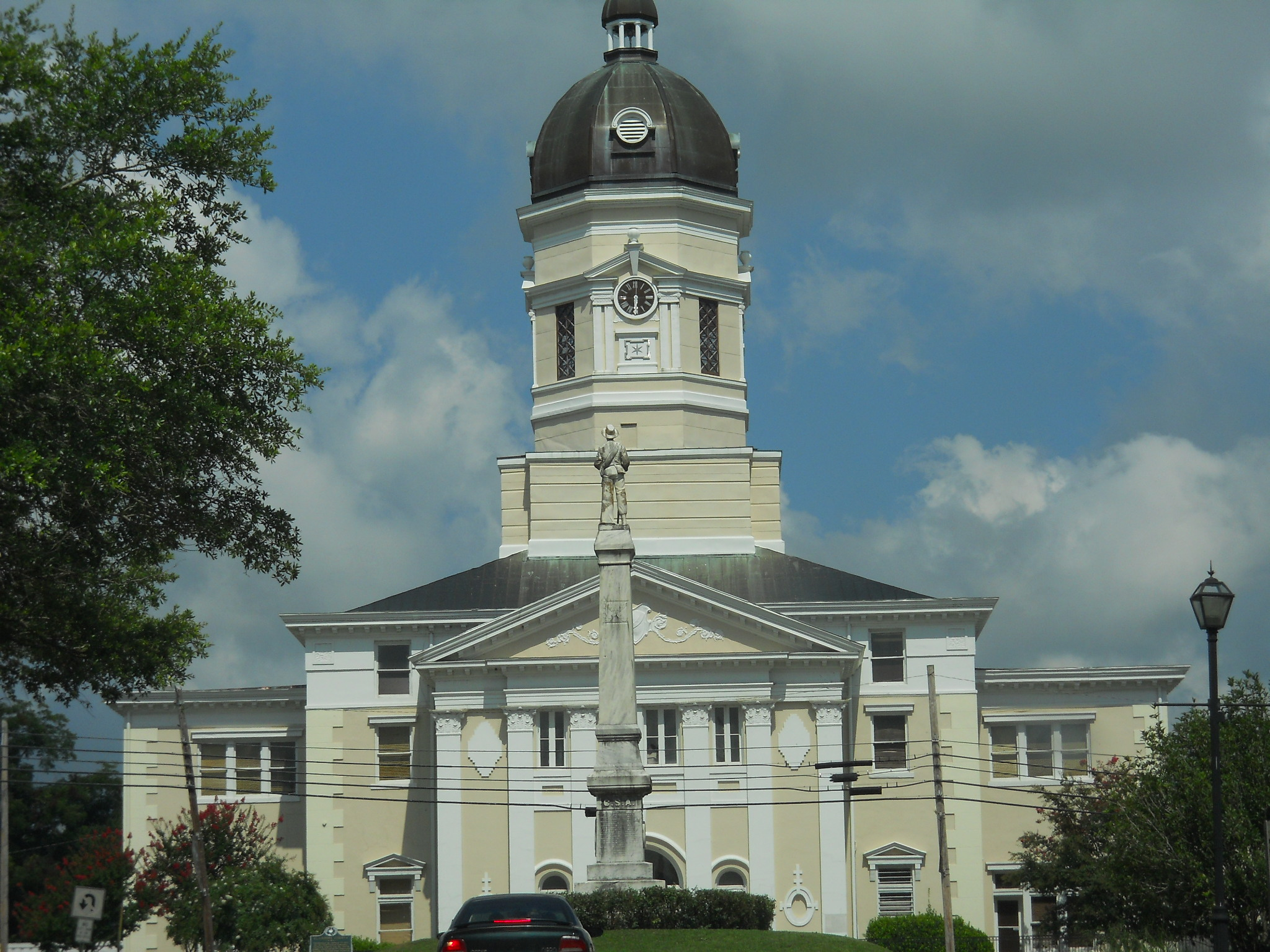
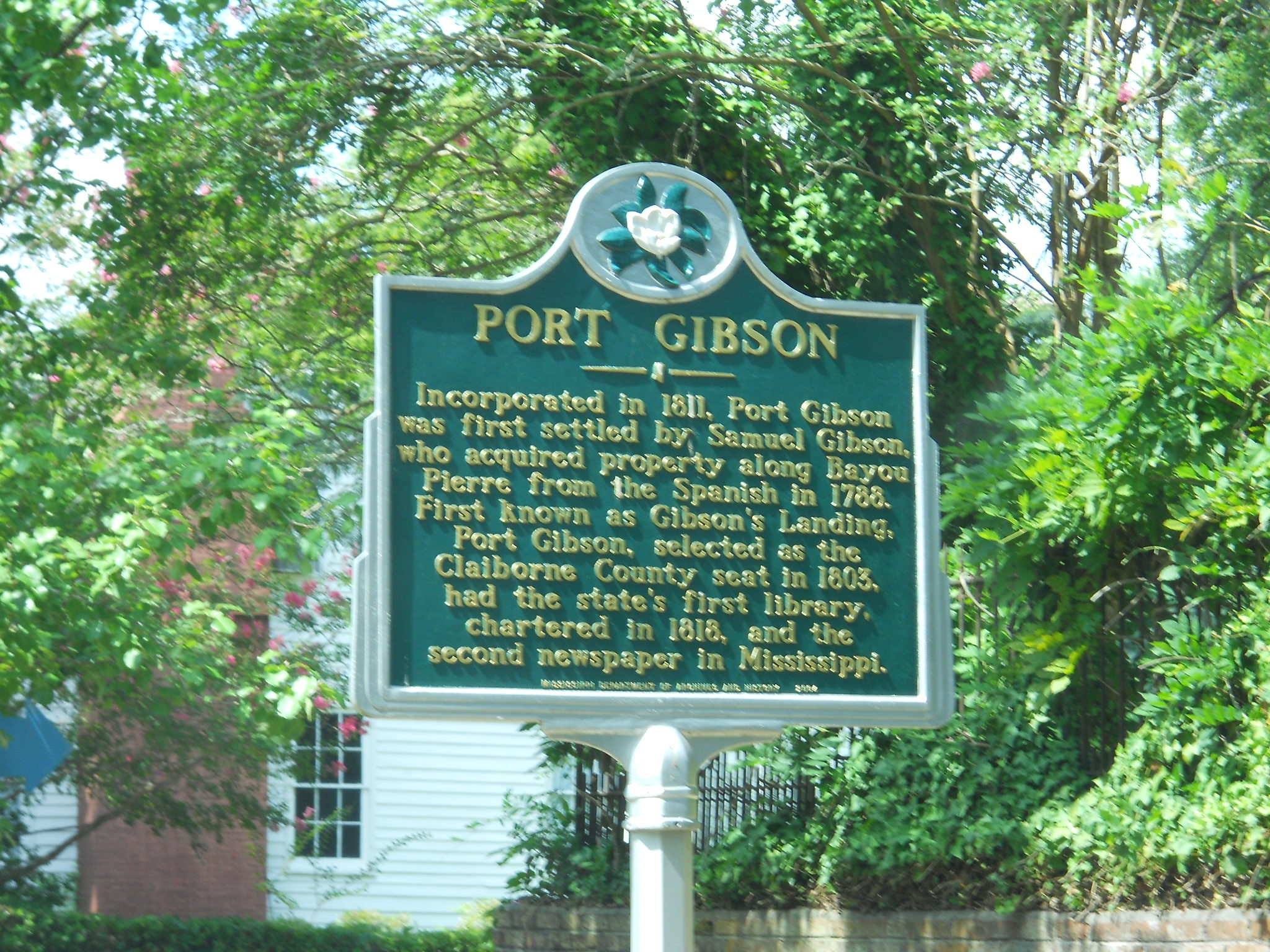
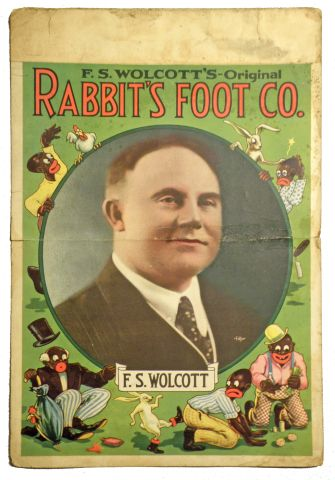